# Ruth Weyher
Ruth Weyher (ur. 28 maja 1901 w Nowym Mieście Lubawskim, zm. 27 stycznia 1983 w Monachium) – niemiecka aktorka i producentka filmowa.
Wychowała się w Gdańsku, studiowała w Halle w szkole artystycznej (malarstwo). Brała lekcje śpiewu w konserwatorium, gdyż chciała zostać śpiewaczką operową, ale w wyniku choroby straciła głos i musiała zrezygnować z marzeń o karierze. Kontynuowała naukę w Berlinie w Schauspielschule des Deutschen Theaters. W filmie debiutowała mając 18 lat (Der Hirt von Maria Schnee). W latach 1919–1930 wystąpiła w 40 filmach wczesnego niemieckiego kina. W 1928 roku założyła wytwórnię Ruth Weyher-Film GmbH i próbowała sił jako producentka. 2 lipca 1932 wyszła za mąż za monachijskiego wydawcę i drukarza dr. Hansa Geiselbergera i zakończyła karierę aktorską.

## Filmy
- Der Hirt von Maria Schnee (1919)
- Frauenbeichte (1921)
- Der Brand im Varieté Mascotte (1921)
- Die Erlebnisse einer Kammerzofe (1921)
- Divankatzen (1922)
- Adam und Eva (1923)
- Dämon Zirkus (1923)
- Die graue Macht (1923)
- Der Matrose Perugino (1923)
- Die Spitzen der Gesellschaft (1923)
- Menschen und Masken (1923)
- Komödie des Herzens (1924)
- Das Geschöpf (1924)
- Königsliebche (1924)
- Der Fluch der bösen Tat (1925)
- Heiratsannoncen (1925)
- Frauen und Banknoten (1925)
- Reveille, das grosse Wecken (1925)
- Die keusche Susanne (1926)
- Die Flammen lügen (1926)
- Menschenleben in Gefahr (1926)
- Die Apachen von Paris (1927)
- Eine kleine Freundin braucht ein jeder Mann (1927)
- Fassadengespenst (1927)
- Die Frau im Schrank (1927)
- Die Hochstaplerin (1927)
- Klettermaxe (1927)
- Das Spielzeug schöner Frauen (1927)
- Doktor Monnier und die Frauen (1927)
- Milak, der Grönlandjäger (1928)
- Parisiskor (1928)
- Bobby, der Benzinjunge (1929)
- L'appassionata (1929)
- Was ist los mit Nanette? (1929)
- Indizienbeweis (1929)
- Vater und Sohn (1929)
- Sei gegrüsst, du mein schönes Sorrent (1930)